# Fernando Cruz Castro
Fernando Cruz Castro (San José, 25 de enero de 1949) es un abogado costarricense, actual magistrado de la Corte Suprema de Justicia de Costa Rica. Es licenciado en Derecho de la Universidad de Costa Rica y ostenta un doctorado en Derecho de la Universidad Complutense de Madrid.

## Biografía
Nació en San José, el 25 de enero de 1949. Inició su carrera como agente de Faltas y Contravenciones de Alajuela en 1972, actuario, agente fiscal, fiscal general, juez general, juez superior y presidente del Tribunal de Casación Penal. Nombrado como magistrado de la Sala Constitucional en sustitución de Carlos Arguedas Ramírez, quien se jubiló en el 2004.

### Destitución del magistrado Fernando Cruz Castro
El 15 de noviembre de 2012, 38 diputados del Plenario Legislativo no reeligieron al magistrado Fernando Cruz Castro quien recibió los votos únicamente de las bancadas del Partido Acción Ciudadana y del Partido Accesibilidad Sin Exclusión y los diputados independientes José María Villalta y Luis Fishman Zonzinski. El entonces jefe de fracción del oficialista Partido Liberación Nacional, Fabio Molina, afirmó que se trataba de una llamada de atención al Poder Judicial. La oposición acusó al oficialismo de fraguar una venganza política ya que Cruz había votado en contra de diversos intereses liberacionistas como la reelección presidencial, el Tratado de Libre Comercio y la minería en Crucitas. Su destitución causó protestas de la ciudadanía y del personal del Poder Judicial así como la condena de la Unión Internacional de Magistrados y Jueces. Fishman interpuso un recurso de amparo ante la Sala IV argumentando que la votación se dio a destiempo y por ende Cruz había sido automáticamente reelecto, en lo cual los magistrados suplentes que atendieron el recurso dieron la razón y Cruz fue restituido.